# Linea Tokushima

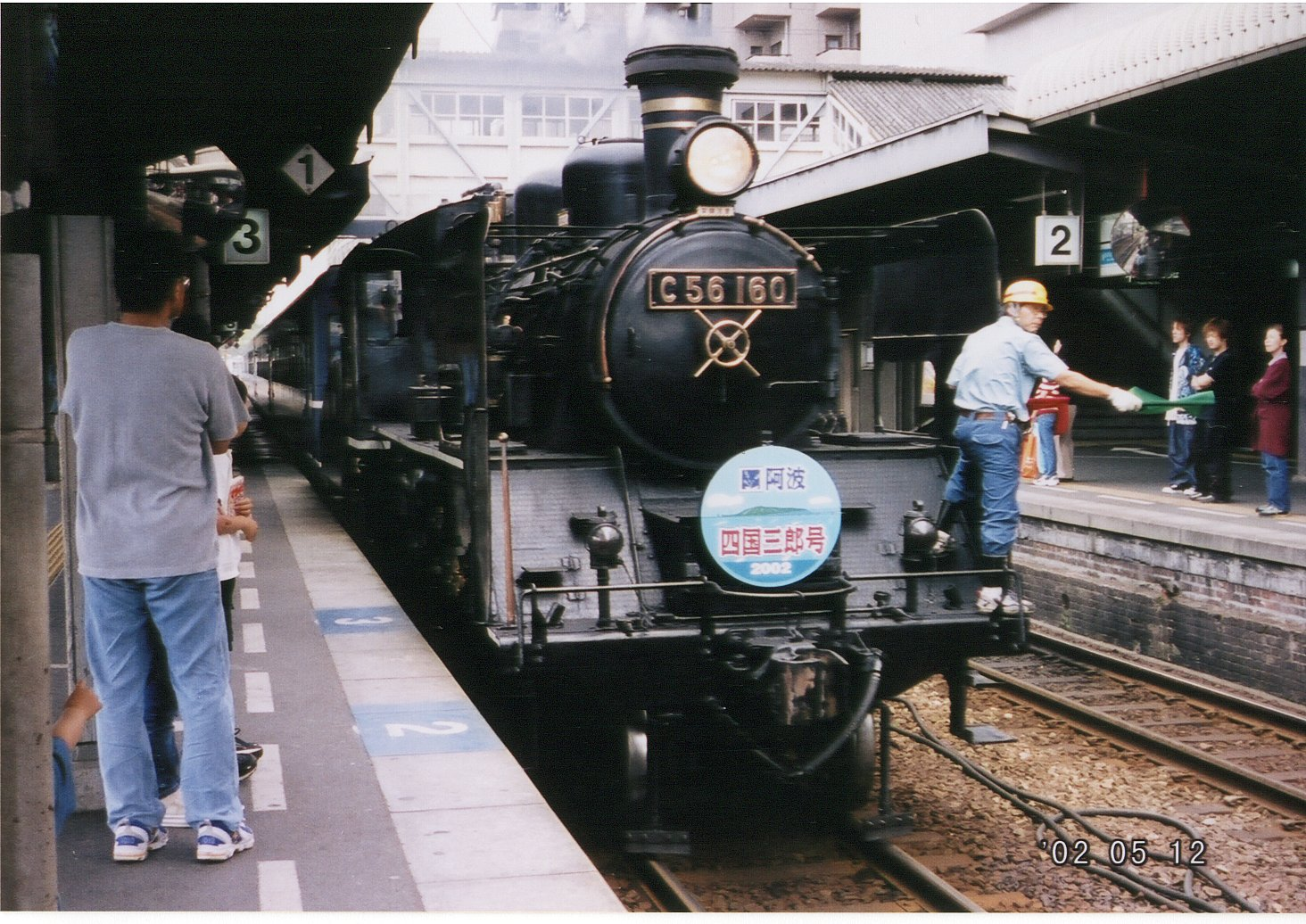
Un treno a vapore "SL Saburo" effettuato per un evento

La linea Tokushima (徳島線?, Tokushima-sen) è una linea ferroviaria dell'isola dello Shikoku, in Giappone, ed è gestita dalla JR Shikoku. La ferrovia percorre da est a ovest l'interno della prefettura di Tokushima, e si unisce alla linea Dosan alla stazione di Tsukuda. Tutti i treni, comunque, partono dalla stazione di Tokushima percorrendo il tratto fra questa e Sako sulla linea Kōtoku.
La linea è caratterizzata dal colore blu scuro e numerata con la lettera "B".

## Dati principali
- Operatori e distanze:
  - Shikoku Railway Company (JR Shikoku) (servizi e binari)
    - Sako — Tsukuda: 67,5 km
- Numero di binari: la linea è a doppio binario solo fra Sako e Tokushima (tratto in affiancamento con la linea Kōtoku)
- Segnalamento ferroviario: Controllo centralizzato del traffico (CTC)
- Trazione: termica
- Massima velocità consentita: 110 km/h

## Servizi
La linea è percorsa sia da treni locali che a media percorrenza.

### Media percorrenza
Sulla linea circolano due tipi di espresso limitato, accessibili con tariffazione maggiorata:
- Tsurugi: unisce la stazione di Mugi, sulla linea Mugi con Awa-Ikeda
- Muroto: alcuni treni provenienti dalla linea Mugi estesi sulla linea Tokushima

### Servizi locali
I treni locali sono prevalentemente divisi in due sezioni di transito alla stazione di Anabuki. Solo 1 o 2 treni al giorno coprono tutto il percorso senza rotture di carico. La frequenza di passaggio dei treni locali è di circa 1 all'ora, che diventano 2 o 3 durante le ore di punta del mattino. L'orario non è cadenzato.

## Stazioni
| Num.                                           | Stazione      | Giapponese | Distanza | Distanza | Collegamenti                                       |    | Posizione              |
| Num.                                           | Stazione      | Giapponese | Interst. | Da Sako  | Collegamenti                                       |    | Posizione              |
| ---------------------------------------------- | ------------- | ---------- | -------- | -------- | -------------------------------------------------- | -- | ---------------------- |
| T00                                            | Tokushima     | 徳島       | -        | 1.4      | Linea Mugi (M00)                                   | ◇  | Tokushima              |
| Servizi diretti da Tokushima via linea Kōtoku  |               |            |          |          |                                                    |    |                        |
| B01                                            | Sako          | 佐古       | 1.4      | 0.0      | Linea Kōtoku (T01) (per Ikenotani e linea Naruto)* | ◇  | Tokushima              |
| B02                                            | Kuramoto      | 蔵本       | 1.9      | 1.9      |                                                    | ◇  | Tokushima              |
| B03                                            | Akui          | 鮎喰       | 1.1      | 3.0      |                                                    | ｜ | Tokushima              |
| B04                                            | Kō            | 府中       | 2.2      | 5.2      |                                                    | ◇  | Tokushima              |
| B05                                            | Ishii         | 石井       | 3.7      | 8.9      |                                                    | ◇  | Ishii Myōzai           |
| B06                                            | Shimoura      | 下浦       | 2.3      | 11.2     |                                                    | ｜ | Ishii Myōzai           |
| B07                                            | Ushinoshima   | 牛島       | 2.5      | 13.7     |                                                    | ◇  | Yoshinogawa            |
| B08                                            | Oezuka        | 麻植塚     | 2.0      | 15.7     |                                                    | ｜ | Yoshinogawa            |
| B09                                            | Kamojima      | 鴨島       | 1.8      | 17.5     |                                                    | ◇  | Yoshinogawa            |
| B10                                            | Nishi-Oe      | 西麻植     | 1.9      | 19.4     |                                                    | ｜ | Yoshinogawa            |
| B11                                            | Awa-Kawashima | 阿波川島   | 1.9      | 21.3     |                                                    | ◇  | Yoshinogawa            |
| B12                                            | Gaku          | 学         | 3.5      | 24.8     |                                                    | ◇  | Yoshinogawa            |
| B13                                            | Yamase        | 山瀬       | 2.8      | 27.6     |                                                    | ◇  | Yoshinogawa            |
| B14                                            | Awa-Yamakawa  | 阿波山川   | 2.2      | 29.8     |                                                    | ｜ | Yoshinogawa            |
| B15                                            | Kawata        | 川田       | 2.9      | 32.7     |                                                    | ◇  | Yoshinogawa            |
| B16                                            | Anabuki       | 穴吹       | 4.5      | 37.2     |                                                    | ◇  | Mima                   |
| B17                                            | Oshima        | 小島       | 5.7      | 42.9     |                                                    | ◇  | Mima                   |
| B18                                            | Sadamitsu     | 貞光       | 5.2      | 48.1     |                                                    | ◇  | Tsurugi Mima           |
| B19                                            | Awa-Handa     | 阿波半田   | 2.2      | 50.3     |                                                    | ｜ | Tsurugi Mima           |
| B20                                            | Eguchi        | 江口       | 6.0      | 56.3     |                                                    | ◇  | Higashimiyoshi Miyoshi |
| B21                                            | Mikamo        | 三加茂     | 2.5      | 58.8     |                                                    | ｜ | Higashimiyoshi Miyoshi |
| B22                                            | Awa-Kamo      | 阿波加茂   | 2.1      | 60.9     |                                                    | ◇  | Higashimiyoshi Miyoshi |
| B23                                            | Tsuji         | 辻         | 5.1      | 66.0     |                                                    | ◇  | Miyoshi                |
| B24                                            | Tsukuda       | 佃         | 1.5      | 67.5     | Linea Dosan (D21) (per Tadotsu)                    | ◇  | Miyoshi                |
| Servizio diretto per Awa-Ikeda via linea Dosan |               |            |          |          |                                                    |    |                        |
| B25                                            | Awa-Ikeda     | 阿波池田   | 5.1      | 72.6     | Linea Dosan (D22) (per Kōchi)                      | ◇  | Miyoshi                |